# Paterna
Pour les articles homonymes, voir Paterna.
Paterna (en valencien et en castillan) est une commune espagnole située dans la province de Valence, en la Communauté valencienne. Elle appartient à la comarque de l'Horta Nord et à la zone à prédominance linguistique valencienne.

## Géographie

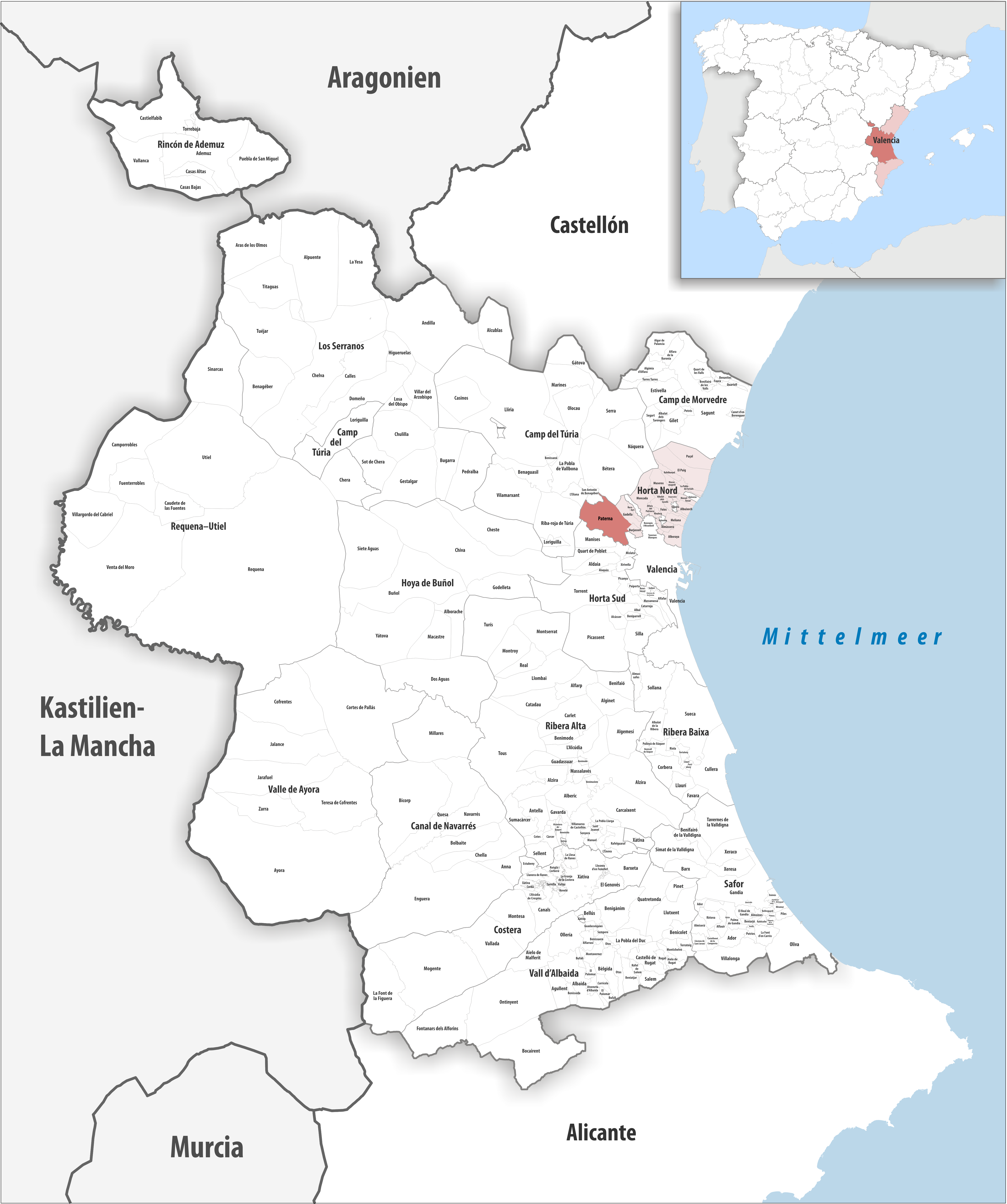
Paterna dans la comarque Horta Nord, province de Valence / en région valencienne

### Localisation
La commune de Paterna se trouve dans l'ouest de la province de Valence et à la pointe sud-ouest de la comarque Horta Nord.
Valence est à 10 km sud-est ;
Madrid à 359 km ouest-nord-ouest ;
Gibraltar à 714 km sud-ouest (distances par route).
Paterna fait partie de la comarque historique de l'Horta de Valence.

### Infrastructures et voies d'accès
Sur la commune il y a un échangeur entre l'autoroute CV-35 (es) (Autovía del Turia) et l'autoroute A-7, avec voies d'accès et de sortie. L'autoroute CV-35 a quatre entrées/sorties en plus sur la commune.
La commune de Paterna est desservie par la ligne 1 du métro de Valence.

### Généralités
Paterna a un quartier de maisons troglodytes.

## Histoire
La commune de Paterna est l'un des hauts lieux de mémoire de la guerre d'Espagne (1936-1939).  
Après la victoire des nationalistes, les murs du cimetière de Paterna sont le lieu d'exécution de plus de 2000 républicains espagnols, exécutés entre 1939 et 1956.
Aujourd'hui, de nombreuses cérémonies commémoratives sont célébrées au mémorial des Fosses de Paterna en leur souvenir.

## Démographie
| 1900  | 1910  | 1920  | 1930  | 1940   | 1950   | 1960   | 1970   | 1981   | 1991   | 2000   | 2005   | 2006   |
| ----- | ----- | ----- | ----- | ------ | ------ | ------ | ------ | ------ | ------ | ------ | ------ | ------ |
| 3.509 | 3.781 | 5.042 | 6.353 | 10.008 | 11.724 | 16.951 | 22.944 | 34.425 | 42.855 | 47.498 | 54.560 | 57.343 |

## Politique et administration
La ville de Paterna comptait 71 880 habitants aux élections municipales du 28 mai 2023. Son conseil municipal (en espagnol : Pleno del Ayuntamiento) se compose donc de 25 élus.
Faisant partie de la banlieue rouge de Valence, la municipalité a été dirigée par le Parti socialiste pendant la plupart des mandats depuis 1979.

### Maires
| Mandat    | Maire | Maire                                                        | Parti | Majorité |
| --------- | ----- | ------------------------------------------------------------ | ----- | -------- |
| 1979-1983 |       | Bernardino Giménez Santos                                    | PSOE  | 9 / 21   |
| 1983-1987 |       | Bernardino Giménez Santos                                    | PSOE  | 14 / 21  |
| 1987-1991 |       | Bernardino Giménez Santos                                    | PSOE  | 11 / 21  |
| 1991-1995 |       | José Enrique Bargues López                                   | PSOE  | 11 / 21  |
| 1995-1999 |       | José Francisco Romero Valls                                  | PP    | 9 / 21   |
| 1995-1999 |       | Francisco Borruey (1997)                                     | PSOE  | 7 / 21   |
| 1999-2003 |       | Francisco Borruey                                            | PSOE  | 9 / 21   |
| 2003-2007 |       | Francisco Borruey                                            | PSOE  | 10 / 21  |
| 2007-2011 |       | Lorenzo Agustí Pons (es)                                     | PP    | 15 / 25  |
| 2011-2015 |       | Lorenzo Agustí Pons (es) María Elena Martínez Guillem (2014) | PP    | 14 / 25  |
| 2015-2019 |       | Juan Antonio Sagredo (es)                                    | PSOE  | 6 / 25   |
| 2019-2023 |       | Juan Antonio Sagredo (es)                                    | PSOE  | 13 / 25  |
| 2023-2027 |       | Juan Antonio Sagredo (es)                                    | PSOE  | 14 / 25  |